# Xavier Collin
Xavier Collin (Charmes, 17 agosto 1974) è un allenatore di calcio ed ex calciatore francese, di ruolo difensore, tecnico dell'Andrézieux.

## Palmarès
- Coppa di Lega francese: 1

Gueugnon: 1999-2000